# Johannes Stark
Johannes Stark (15. dubna 1874, Schickenhof, Bavorsko – 21. června 1957, Gut Eppenstatt u Traunsteinu) byl německý fyzik a nositel Nobelovy ceny za fyziku (1919) za objev Dopplerova jevu u kanálových paprsků a štěpení spektrálních čar. Stoupenec nacismu a představitel tzv. německé fyziky.

## Život
Johannes Stark se narodil ve vesnici Schickenhof v tehdejší obci Thansüß (dnes okres Freihung) v okrese Amberg jako syn sedláka. Nejprve navštěvoval Gymnasium Christian-Ernestinum v Bayreuthu , poté Staré gymnázium (nyní Albertus-Magnus-Gymnasium Regensburg). Po maturitě s velmi dobrým prospěchem ze všech předmětů studoval fyziku, matematiku, chemii a krystalografii na Univerzitě Ludvíka Maxmiliána v Mnichově. Zde v roce 1897 dokončil doktorát pod vedením Eugena von Lommela disertační prací Untersuchungen ueber einige physikalische, vorzüglich optische Eigenschaften des Russes (Zkoumání některých fyzikálních, zejména optických vlastností sazí) a poté zůstal v Mnichově jako asistent svého školitele.
V roce 1900 začal vyučovat na Univerzitě v Göttingenu, kde se brzy habilitoval a v roce 1906 byl jmenován mimořádným profesorem. V roce 1905 objevil optický Dopplerův jev v „kanálových paprscích“ (nyní zvaných katodové záření). V roce 1908 byl po tříletém intermezzu na TH Hannover jmenován řádným profesorem na RWTH Aachen. V roce 1913 prokázal štěpení spektrálních čar v elektrickém poli, které se dnes nazývá Starkův jev. V témže roce byl zvolen dopisujícím členem Akademie věd v Göttingenu. V roce 1917 odešel na Univerzitu v Greifswaldu. V roce 1919 obdržel za své dva objevy Nobelovu cenu za fyziku a v roce 1920 odešel na Univerzitu ve Würzburgu. Zde se v roce 1921 setkal s odporem kolegů v souvislosti s neúspěšným pokusem o habilitaci svého studenta Ludwiga Glasera. Po porážce v tomto konfliktu Stark v roce 1922 na protest rezignoval na svou profesuru. Uchýlil se do svého domova v Ullersrichtu u Weidenu v Horní Falci, za peníze z Nobelovy ceny založil soukromou laboratoř a začal podnikat, nejprve jako výrobce porcelánu (Bavaria Porzellanmanufaktur AG), poté jako majitel cihelny. Když byl v tomto období jmenován prezidentem Physikalisch-Technische Reichsanstalt (PTR), nepočítalo se s ním, a to ani pro další jmenování, což ho pravděpodobně stále více rozhořčovalo.
S uchopením moci nacisty a jejich spojenci v roce 1933 pro něj nastala nová situace, protože jako člen NSDAP, jímž byl od roku 1930, rozhodně uvítal konec výmarského ústavního státu a nastolení nacistického systému: „Konečně nastal čas,“ prohlásil, „kdy můžeme uplatnit svůj pohled na vědu a badatele.“ Aktivně se o to zasazoval již o deset let dříve. Dlouhou dobu byl průkopníkem politické publicistiky a podílel se na stranických kampaních v rodném kraji v okolí svého nového bydliště v Gut Eppenstatt u Traunsteinu.
Pro Dietera Hoffmanna a Marka Walkera představoval Stark, který opustil „hlavní fyzikální proud“, spolu s několika dalšími, jako byl Philipp Lenard, „pravděpodobně nejznámější a nejznámější příklad nacionálněsocialistického vlivu na fyziku“, a to svým pokusem o založení „hnutí takzvané německé fyziky“, které mělo být „árijské“ a „méně židovské“. K tomuto účelu využíval jmenování, granty a publikace.
V květnu 1933 byl říšským ministrem vnitra Wilhelmem Frickem jmenován prezidentem Říšského fyzikálně-technického ústavu (PTR) v Berlíně, kde nahradil Friedricha Paschena, který byl na základě zákona o obnově profesionální státní služby propuštěn jako odpůrce režimu. V září 1933 Stark na setkání německých fyziků prohlásil, že „stejně jako Vůdce převzal odpovědnost za německý národ, chce [Stark] převzít odpovědnost za fyziku“. Stark zamýšlel kompletní reorganizaci fyziky v Německu pod kontrolní nadvládou Říšského ústavu. Pruská akademie věd ho chtěla na podzim roku 1933 přijmout za svého člena, ale fyzik Max von Laue tomu zabránil. V letech 1933–1934 byl Stark členem senátu Společnosti císaře Viléma. Stark získal další moc, když se v roce 1934 stal prezidentem Německé výzkumné nadace (DFG). Za jeho předsednictví byl patronem a čestným prezidentem DFG jmenován hlavní nacistický ideolog Alfred Rosenberg. DFG financovala vědecké projekty na základě návrhů vědců. Stark prý často odmítal návrhy vědců osobním hlasováním. V roce 1934 se stal členem Deutsche Akademie der Naturforscher Leopoldina, z níž v únoru 1938 vystoupil na protest proti členství prezidenta Leopoldiny Emila Abderhaldena v Papežské akademii věd.
Propagoval i jiné věci. V roce 1934 prohlásil, že „ve spolupráci s říšským ministerstvem vnitra... byl zahájen rozsáhlý výzkum rasové hygieny“. To by „podpořilo a pomohlo utvářet právní předpisy v této oblasti“. Týkalo se to „asociálů“, „cikánů“, „dědičně nemocných“ a dalších osob nežádoucích z hlediska rasové hygieny jako „balastních existencí“. Jedním z jeho oblíbených projektů byl nepovedený pokus o těžbu zlata z bavorských rašelinišť, který spolykal značné finanční prostředky.
Tím, že se postavil na stranu vnitřních nacistických konfliktů, se občas vystavoval potížím. V roce 1936 byl například nucen předat vedení DFG „wehrchemikovi“ Rudolfu Mentzelovi. Přesto nikdy nezpochybnil své členství ve straně.
V roce 1937 publikoval v orgánu SS Das Schwarze Korps celostránkový článek pod názvem „Bílí Židé ve vědě“ (Weiße Juden in der Wissenschaft), v němž Heisenberga označil za „Ossietzkého fyziky“ a stěžoval si, že „židovští vědci po likvidaci na univerzitách nyní našli obhájce a pokračovatele v árijských Judengenossen a Judenzöglingen“. Navázal tak na frázi „Židé a přátelé Židů“ (Juden und Judenfreunde), která byla dlouho běžná v moderním antisemitismu, přičemž ti druzí byli považováni za „požidovštěnci“ (verjudet).
Po skončení války byl Stark obžalován ve Spruchkammerském procesu v Bavorsku. Svědčilo proti němu několik špičkových německých fyziků, včetně Maxe von Laue, Wernera Heisenberga a Arnolda Sommerfelda. Dne 20. července 1947 byl označen za válečného zločince a odsouzen na čtyři roky do pracovního tábora. Odvolací řízení vedlo – jak tomu v denacifikačních řízeních zpravidla bývalo – k mírnějšímu zařazení mezi spolupachatele a k pokutě v roce 1949. V odůvodnění se uvádí, že Stark „nikdy nejednal jednostranně na úkor ne-národních socialistů“ mezi zaměstnanci svých úřadů a že jeho „ideologická obhajoba národního socialismu ho nikdy nevedla k zavrženíhodným činům“. Naopak, v roce 1935 dokonce zabránil přijetí zákona o zřízení Říšské akademie pro výzkum, které mělo za cíl omezit vědu a dát jí nacistickou orientaci. U soudu bylo také předloženo velké množství „Persilscheine“ (právně korektních, ale eticky sporných obhajob) od Starkových právníků, podle nichž podporoval mimo jiné i dva židovské kolegy.
Svědkem u soudu byl i Albert Einstein. Když byl během procesu požádán o posudek, potvrdil, že Stark byl vždy „velmi egocentrická osoba s neobvykle silným pocitem vlastní důležitosti“. Měl „paranoidní osobnost“.
Poslední léta svého života strávil Stark na svém panství Eppenstatt u Traunsteinu v Horním Bavorsku, kde zemřel v roce 1957 ve věku 83 let. Byl pohřben na horském hřbitově v Schönau am Königssee.

## Ocenění a vyznamenání
- 1919: Nobelova cena za fyziku
- 1939: Goethova medaile za umění a vědu
- 1970: Pojmenování měsíčního kráteru na odvrácené straně Měsíce, bylo staženo[26] 12. srpna 2020
- Pojmenování ulice Dr.-Johann-Stark-Straße v průmyslovém areálu Pfreimter Weiher (2020) ve Weiden, v Horním Falcku (Oberpflaz)
- Pojmenování ulice Johannes-Stark-Straße v Ambergu (později přejmenované na Heinrich-Hertz-Straße)
- Pojmenování ulice Johannes-Stark-Straße v Hahnbachu.[27]
- Pojmenování ulice Johannes-Stark-Straße v Poppenrichtu[27]
- Pojmenování ulice Professor-Stark-Straße z Tanzfleck ve Starkově rodišti v Schickenhofu[27]
- Naproti tomu planetka 31442 Stark není pojmenována po J. Starkovi, ale po Lawrence W. Starkovi[28]

## Články (výběr)

### Fyzikální články
- spolu s Paul Sophus Epstein: Der Stark-Effekt. Battenberg Verlag 1965 (Reprint jeho práce ke Starkově jevu)
- Die Entladung der Elektricität von galvanisch glühender Kohle in verdünntes Gas. (Separát z Annalen der Physik und Chemie. Neue Folge, Band 68). Leipzig 1899
- Der elektrische Strom zwischen galvanisch glühender Kohle und einem Metall durch verdünntes Gas. (Separát z Annalen der Physik und Chemie. Neue Folge, Band 68). Leipzig 1899
- Aenderung der Leitfähigkeit von Gasen durch einen stetigen elektrischen Strom. (Separát z Annalen der Physik. 4. Folge, Band 2). Leipzig 1900
- Ueber den Einfluss der Erhitzung auf das elektrische Leuchten eines verdünnten Gases. (Separát z Annalen der Physik. 4. Folge, Band 1). Leipzig 1900
- Ueber elektrostatische Wirkungen bei der Entladung der Elektricität in verdünnten Gasen. (Separát z Annalen der Physik. 4. Folge, Band 1). Leipzig 1900
- Kritische Bemerkungen zu der Mitteilung der Herren Austin und Starke über Kathodenstrahlreflexion. (Separát z Verhandlungen der Deutschen Physikalischen Gesellschaft. Jahrgang 4, Nr. 8). Braunschweig 1902
- Prinzipien der Atomdynamik. Teil 1: Die elektrischen Quanten. Leipzig 1910
- Prinzipien der Atomdynamik. Teil 2: Die elementare Strahlung. Leipzig 1911
- Schwierigkeiten für die Lichtquantenhypothese im Falle der Emission von Serienlinien. (Separát z Verhandlungen der Deutschen Physikalischen Gesellschaft. Jahrgang XVI, Nr. 6). Braunschweig 1914
- Bemerkung zum Bogen- und Funkenspektrum des Heliums. (Separát z Verhandlungen der Deutschen Physikalischen Gesellschaft. Jahrgang XVI, Nr. 10). Braunschweig 1914
- Folgerungen aus einer Valenzhypothese. III. Natürliche Drehung der Schwingungsebene des Lichtes. (Separát z Jahrbuch der Radioaktivität und Elektronik. Heft 2, Mai 1914), Leipzig 1914
- Methode zur gleichzeitigen Zerlegung einer Linie durch das elektrische und das magnetische Feld. (Separát z Verhandlungen der Deutschen Physikalischen Gesellschaft. Jahrgang XVI, Nr. 7). Braunschweig 1914
- Prinzipien der Atomdynamik. Teil 3: Die Elektrizität im chemischen Atom. Leipzig 1915
- Natur der chemischen Valenzkräfte. 1922
- Die Axialität der Lichtemission und Atomstruktur. Berlin 1927
- Atomstruktur und Atombindung. A. Seydel, Berlin 1928
- Atomstrukturelle Grundlagen der Stickstoffchemie. Leipzig 1931
- Fortschritte und Probleme der Atomforschung. Leipzig 1931
- Physik der Atomoberfläche. 1940

### Politické články
- Die gegenwärtige Krisis in der deutschen Physik. 1922
- spolu s Philippem Lenardem: Hitlergeist und Wissenschaft. 1924
- Die Verjudung der deutschen Hochschulen. Ve: Nationalsozialistische Monatshefte, Heft 8 (November 1930)
- Nationalsozialismus und Katholische Kirche. 1931
- Zentrumspolitik und Jesuitenpolitik. 1931
- Nationalsozialismus und Katholische Kirche. II. Teil: Antwort auf Kundgebungen der deutschen Bischöfe. 1931
- Nationalsozialismus und Lehrerbildung. 1931
- Nationale Erziehung, Zentrumsherrschaft und Jesuitenpolitik. 1932
- Adolf Hitlers Ziele und Persönlichkeit. 1932
- Adolf Hitler und die deutsche Forschung. Ansprachen auf der Versammlung der Deutschen Forschungsgemeinschaft in Hannover. Berlin, 1934.
- Nationalsozialismus und Wissenschaft. 1934
- The Pragmatic and the Dogmatic Spirit in Physics. Ve: Nature 141 (1938), str. 770–772. Český překlad:
- spolu s Wilhelm Müller: Jüdische und deutsche Physik. Vorträge an der Universität München, 1941

### Jiné
- Johannes Stark, Andreas Kleinert (Hrsg.): Erinnerungen eines deutschen Naturforschers. Bionomica-Verlag, Mannheim 1987, ISBN 3-88208-011-6 (chybně ve knize: 3-88208-0-6).